# Monte Confinale
Il monte Confinale (3.370 m s.l.m.) è una montagna del Gruppo Ortles-Cevedale nelle Alpi Retiche meridionali.

## Descrizione
Si trova in Lombardia (provincia di Sondrio).

## Salita alla vetta
La montagna può essere salita partendo da Santa Caterina Valfurva e passando dal bivacco Del Piero.